# Analfabetismo di ritorno
L'analfabetismo di ritorno è quel fenomeno attraverso il quale un individuo che abbia assimilato nel normale percorso scolastico di alfabetizzazione le conoscenze necessarie alla scrittura e alla lettura, perde nel tempo quelle stesse competenze a causa del mancato esercizio di quanto imparato. Un analfabeta di ritorno, dunque, dimentica via via quanto assimilato perdendo di conseguenza la capacità di utilizzare il linguaggio scritto o parlato per formulare e comprendere messaggi e, in senso più ampio, di comunicare con il prossimo e con il mondo circostante.
Per definizione l'analfabetismo di ritorno differisce dall'analfabetismo, che è invece determinato dal non avere mai assimilato alcuna competenza di scrittura e di lettura.
Il 98,6% degli italiani è alfabetizzato, ma sfiora il 30% la quota di cittadini tra i 25 e i 65 anni con limitazioni nella comprensione, lettura e calcolo. A tal proposito da un’indagine denominata ‘Istruzione e futuro: un gap da colmare’ realizzata per la Fondazione Giangiacomo Feltrinelli dall’Istituto Carlo Cattaneo emerge che i bassi livelli di istruzione generano ingenti costi di seguito elencati:
- Costi a livello individuale: esclusione sociale, insicurezza, mancanza di autonomia, precarietà.
- Costi sociali: scarsa partecipazione al processo democratico, criminalità, maggior spesa per la salute.
- Costi economici: livello di sviluppo limitato, bassa propensione all’innovazione, scarsa produttività.[2]